# 매양중학교
매양중학교(梅陽中學校)는 대한민국 경기도 광주시 양벌동에 있는 공립 중학교이다.

## 학교 연혁
- 2017년 3월 1일 : 매양중학교 개교
- 2017년 3월 1일 : 초대 우제경 교장 취임
- 2017년 3월 2일 : 매양중학교 1학년 8학급, 2학년 3학급 편성
- 2018년 3월 2일 : 1학년 254명 입학
- 2018년 11월 8일 : 오케스트라 창단 연주회
- 2019년 1월 10일 : 제1회 졸업 (졸업생 90명)
- 2023년 3월 1일 : 제2대 육심랑 교장 취임
- 2024년 1월 5일 : 제6회 졸업 (졸업생 317명)
- 2024년 3월 4일 : 1학년 293명 입학

## 참고 자료
- 매양중학교 - 한국교육학술정보원 학교알리미